# Masayuki Uemura
Masayuki Uemura, född 20 juni 1943 i Tokyo, död 6 december 2021 i Akita i Akita prefektur, var en japansk dataspelskonstruktör. Han fick i uppdrag av företaget Nintendo att planera både Nintendo Entertainment System och Super Nintendo Entertainment System.
Masayuki Uemura arbetade till en början som säljare för företaget Sharp och fick i uppdrag att göra ett rutinbesök hos Nintendo för att försöka sälja små billiga solceller. Masayuki Uemura ville helst konstruera leksaker och blev därför mycket glad när han fick se att det han länge drömt om fanns hos Nintendo. I början av 70-talet gick Masayuki Uemura över till att arbeta för Nintendo istället för sin tidigare arbetsgivare Sharp. Tillsammans med Gunpei Yokoi skapade han spelet Nintendo Beam Gun games som sålde i ca 1 miljon exemplar. 
När Masayuki Uemura fick i uppdrag att konstruera det som skulle bli Nintendo Entertainment System, funderade han först på att göra en 16-bitars maskin, men valde ganska snart att använda sig av en 8-bitars 6502-processor för att på så sätt hålla priset nere. Processorn klarade inte av att visa grafik så flera företag kontaktades i hopp om att de skulle ha ett användbart grafikchip. 
De flesta tycke att det låga pris som Nintendo kunde tänka sig att betala för ett sådant chip var löjligt lågt och tackade därför nej till ett ev. samarbete. Det japanska företaget Ricoh tog på sig att tillverka ett grafikchip för 2000 yen om de fick löfte på en order om minst 3 miljoner enheter. Masayuki Uemura fick först skäll av sina chefer för att ha beställt på tok för många chips, Nintendo hade aldrig tillverkat fler än 1 miljon enheter av något slag och skulle troligtvis inte kunna göra sig av med alla grafikchips. Det skulle ganska snart visa sig att cheferna fick fel då enheten sålde långt över förväntan.